# Альтиплано (Мурсия)
Альтипла́но (исп. Altiplano murciano) — район (комарка) в Испании, входит в провинцию Мурсия в составе автономного сообщества Мурсия. Занимает площадь 1 579,7 км². Население — 60 032 человек (на 2019 год). На востоке он граничит с Альто-Виналопо и Виналопо-Медио (в провинции Аликанте), на юге с Орьенталь и Вега-Альта-дель-Сегура (в провинции Мурсия), и на севере и западе с провинцией Альбасете.  
С середины XIX века комарка процветала за счёт виноделия, благодаря производству вин D. O. P. с 1972 года. Важное значение в сельском хозяйстве имеют также оливковые, миндальные и зерновые культуры. 
Климат засушливый, со  средиземноморским влиянием, осадков мало (350 мм в год). 

## Муниципалитеты
1. Хумилья
2. Екла

| Муниципалитет | Население, чел. | Площадь, км² | Плотность, чел./км² |
| ------------- | --------------- | ------------ | ------------------- |
| Екла          | 34.847          | 607,7        | 55,2                |
| Хумилья       | 24.348          | 972          | 24,9                |

## Демографические изменения
Демографические изменения в этих двух муниципалитетах с 1900 года носят довольно дифференцированный характер: Екла, наиболее густонаселенный, наиболее остро пережил войну и миграционный кризис пятидесятых годов, а также восстановился раньше и более активно. Хумилья напротив, переживает умеренный рост на начальных и конечных этапах процесса. 